# Corallina
Corallina es un género de algas rojas con esqueletos calcáreos duros, abrasivos en la familia Corallinaceae. Son, plantas ramificadas erectas con articulaciones.

## Especies
- Corallina armata J.D.Hooker & Harvey, 1847
- Corallina berteroi Montagne ex Kützing, 1849
- Corallina binangonensis Ishijima, 1944
- Corallina ceratoides Kützing
- Corallina confusa Yendo, 1902
- Corallina cuvieri J.V.Lamouroux, 1816
- Corallina densa (Collins) Doty, 1947
- Corallina elongata J.Ellis & Solander, 1786
- Corallina ferreyrai E.Y.Dawson, Acleto & Foldvik, 1964
- Corallina frondescens Postels & Ruprecht, 1840
- Corallina goughensis Y.M.Chamberlain, 1965
- Corallina hombronii (Montagne) Montagne ex Kützing, 1849
- Corallina millegrana Lamarck, 1815
- Corallina muscoides Kützing, 1858
- Corallina officinalis Linnaeus, 1758
- Corallina panizzoi R.Schnetter & U.Richter, 1979
- Corallina pilulifera Postels & Ruprecht, 1840
- Corallina pinnatifolia (Manza) Dawson, 1953
- Corallina polysticha E.Y.Dawson, 1953
- Corallina vancouveriensis Yendo, 1902